# Neuer Weg
A Neuer Weg [jelentése Az új út] romániai német nyelvű napilap volt 1949 és 1992 között, a kommunizmus időszakában az ország legjelentősebb német nyelvű újságja.

## Története
A második világháború után a romániai németeket sújtó büntetések kiterjedtek a kulturális életre is. Az enyhülés 1948. decemberében kezdődött a Román Munkáspártnak az „együttélő nemzetiségekre” vonatkozó határozatával, amelyben elítélték a kisebbségek elnyomását és üldözését, és baráti viszony kiépítését tartották szükségesnek. Ennek alapján az országban több német nyelvű újság és folyóirat is megjelent, köztük a Neuer Weg. Az újság fő feladata volt a párt tanainak terjesztése és a német lakosság átnevelése a szocialista rendszer hívévé.
Az első szám 1949. március 13-án jelent meg a Román Népköztársaság Német Antifasiszta Bizottságának lapjaként. Az újság hétfő kivételével naponta nyolc (néha kivételesen 12 oldalon) jelent meg 42,5x30,5 centiméteres formátumban. 1953. áprilistól kezdve a Német Antifasiszta Bizottság megszűnésével a kiadványt a Román Népköztársaság Néptanácsainak lapjaként adták ki; júliustól a formátuma 61,5x43,5 centiméterre növekedett, az oldalak száma viszont négyre csökkent. Az első időszakról nem állnak rendelkezésre a példányszámra vonatkozó adatok; 1959-ben maga az újság 70 000 -es példányszámról számolt be. A megjelenés 10. évfordulója alkalmával az újságot a Munka Érdemrend első osztályú fokozatával tüntették ki.
Kezdetben a Neuer Weg-nek nem volt versenytársa, 1968. február 21-én azonban elindult a temesvári Neue Banater Zeitung című napilap. A helyi kiadvány a Bánát térségében számos előnnyel rendelkezett az országos napilappal szemben: közelebb állt az olvasókhoz, frissebb híreket közölt, és reggel korábban került piacra, mint a vonaton szállított Neuer Weg.
1966. március 1-jétől a szerkesztőség átköltözött a Scînteia-házba, és a nyomtatást új nyomdagépekkel végezték, ekkor a formátum valamivel kisebb, 58,5x42,5 centiméter lett. Ettől fogva a lap hetente háromszor jelent meg hat oldalon, 1968. március 1-jétől hetente ötször hat oldalon. 1969. május 23-tól bevezették a hét végi nyolc oldalas számot, amely péntekenként jelent meg. A hét végi kiadás oldalszámát rövid idő múlva, november végén hatra csökkentették.
1969-ben az újság könyvkiadási engedélyt kapott; 1970-től kezdve évente adták ki a Komm mit című turisztikai zsebkönyvet. 1973. decemberétől a Szocialista Egységfront Országos tanácsának lapjaként jelent meg. 1974-ben, a lap fennállásának 25. évfordulója tiszteletére a lap húsz dolgozóját tüntették ki különböző érdemrendekkel és érdemérmekkel. Az 1970-es évek végén Románia legnagyobb német nyelvű sajtótermékeként 70 000 példányban jelent meg (összehasonlításképpen: ugyanebben az időszakban a legnagyobb romániai magyar újság, az Előre példányszáma 140 000 volt).
Országos terjesztésű napilapként kapcsolatot teremtett a romániai németek különböző csoportjai (bánáti svábok, erdélyi szászok, szatmári svábok), illetve az országban elszórtan élő németek között, és a kisebbségi identitástudat egyik tényezőjévé vált.
A rendszerváltást követően, 1992 második felében a szerkesztőség úgy döntött, hogy a lapot tartalmi és grafikai szempontból megújítják. 1993-tól utódlapja az Allgemeine Deutsche Zeitung für Rumänien nevet viseli.

### Főszerkesztői
- Ernst Breitenstein(wd) (1949–1954)[5]
- Anton Breitenhofer(wd) (1954–1976)[5]
- Ernst Breitenstein (1976–1988)[5]
- Hugo Hausl (1989–1990)[5]
- Emmerich Reichrath(wd) (1990–1992)[5]

## Tartalma
Noha a Neuer Weg célközönsége a romániai német kisebbség volt, nem tekinthető kisebbségi lapnak, hanem a Román Munkáspárt (utóbb a Román Kommunista Párt) információs és propagandalapjának. Elsődleges feladata a párt ideológiájának terjesztése volt; vezércikkeit és politikai hírmagyarázatát a Scînteia illetve a România liberă cikkeinek fordítása alkották. További feladata volt a német lakosság átnevelése (nácitlanítása), a nemzeti öntudat helyett az osztályöntudat kialakítása, a román néppel való testvériség érzésének megteremtése. Tartalmát a Sajtó-főigazgatóság néven ismert cenzúrahivatal ellenőrizte; a hivatal élén 1973-tól egy igazgatótanács állt, amelyben a többi fontosnak tartott lap mellett a Neuer Weg főszerkesztője is bekerült. Néha olyan cikkek is megjelentek, amelyek kevésbé feleltek meg a hivatalos irányvonalnak, például 1985-ben annak ellenére dicsérték a Temesvári Állami Német Színházban bemutatott Till Eulenspiegel als Punker [Till Eulenspiegel mint punk] című darabot, hogy a punkkultúra dekadensnek minősült.
Az újság a korszak ideológiai kívánalmainak megfelelően írt az osztályharcról, az osztályellenségekről és eltávolításukról (ezzel indokolták a kisajátításokat és a bărăgani deportálásokat), a társadalom és gazdaság szocialista átalakításáról (iparosítás, szövetkezetesítés) 1949–1950-ben számos riport foglalkozott a a szovjet „építési munkákból” hazatérő németekkel. Az öt év kényszermunkát túlélők beszámolóiban nem eshetett szó szenvedésről, sem igazságosságról vagy szabadságról, ehelyett hősökként ünnepelték őket, akik arra hivatottak, hogy a szovjet modellt meghonosítsák. 1951–1952-ben a téma háttérbe szorult, és 1953-ra teljesen feledésbe merült.
A lap már 1949-től kezdve külön oldalakat szentelt a kultúrának, gyermekeknek, ifjúságnak. 1952-től Der Stachel címmel karikatúrarovat jelent meg, melynek rajzait harminc éven át Helmut Lehrer készítette. 1954-től önálló kulturális melléklete volt, amely rendre a Unsere Beilage für Literatur und Kunst, Unsere Wochenbeilage für Literatur und Kunst, Kunst und Literatur, Kultur und Leben címeket viselte. 1955-ben a lap irodalmi pályázatot hirdetett, amelynek győztesei Andreas Birkner és Paul Schuster lettek.
A Ceaușescu-rendszer első időszakában az újság felkarolta a kisebbség által kedvelt témákat (népi ünnepségek, népviselet, fúvószene, nyelvjárások), és a kulturális oldalakon helyen adott az olvasói véleményeknek is. A lap 1976-ban a bánsági szóbeli néphagyományok összegyűjtésére irányuló akciót szervezett; ennek eredményeképpen ötszáz olvasó mintegy tízezer gyermekmondókát, -dalt és -játékot, közmondást és szólásmondást, találós kérdést, dalt, mondát, mesét, adomát stb. küldött be. Az újság 1966-tól apróhirdetéseket is közölt; 1968-ól kezdve Raketenpost címmel mellékletet adtak ki a pionírok számára, amely hetente jelent meg. Az olvasóknak nyújtott külön szolgáltatásként bevezették az ingyenes jogi tanácsadást.
Az 1970-as években és az 1980-as évek elején a romániai német nyelvű média kevésbé szigorú cenzúrának volt alávetve, mint a többi; előfordult, hogy egy-egy román vagy a magyar nyelvű szöveg nem jelenhetett meg, de német fordítása igen. Így például Halász Anna kedvezőtlen kritikája a Ciprian Porumbescu című filmről, amelyet A Hét nem nyomtathatott ki, kihúzások nélkül látott napvilágot a Neuer Weg-ben.